# Batesiana tuberculata
Batesiana tuberculata är en skalbaggsart som beskrevs av Bates 1887. Batesiana tuberculata ingår i släktet Batesiana och familjen Aphodiidae. Inga underarter finns listade.